# چهارگوش طلایی

نقشه‌ای از فازهای چندگانه پروژه توسعه اتوبان‌های ملی هند

چهارگوش طلایی (به انگلیسی: Golden Quadrilateral همچنین مشهور به GQ) نام بزرگ‌ترین پروژه آزادراهسازی در کشور هند است. این پروژه راه‌سازی که بودجه آن بالغ بر ۳۰ میلیارد دلار تعیین شده است، بخشی از فاز یک برنامه پروژه توسعه آزادراه‌های ملی کشور هندوستان است. این برنامه با همت اتال بیهاری واچپایی نخست وزیر وقت هندوستان و با هدف متصل‌کردن چهار کلان‌شهر کشور هندوستان به یکدیگر، یعنی شهرهای بمبئی، دهلی، کلکته و چنائی در سال ۱۹۹۸ میلادی آغاز شد و همینک بیش از ۹۸٪ از مرحله ساخت و اجرایی آن به اتمام رسیده است.
پروژه اتوبانی چهارگوش طلایی بیش از ۵٬۸۴۶ کلیومتر طول دارد و شامل چهار تا شش باند می‌شود. هدف دولت هند از ساخت جی‌کیو، سرعت دادن به موتور رشد توسعه اقتصاد هند با بهره‌گیری از مدل میان‌ایالتی در ایالات متحده آمریکا پس از جنگ جهانی دوم بود که به رشد اقتصادی و ارتباطی آمریکا کمک شایانی کرد.